# Kadu bouranee
Kadu bouranee là một món ăn từ bí ngô của Afghanistan được làm bằng cách chiên bí đỏ với các loại gia vị khác nhau. Món này được phủ kèm theo chaka/kem chua và bạc hà khô. Kadu bouranee thường ăn kèm với bánh mì hoặc cơm.